# The Study

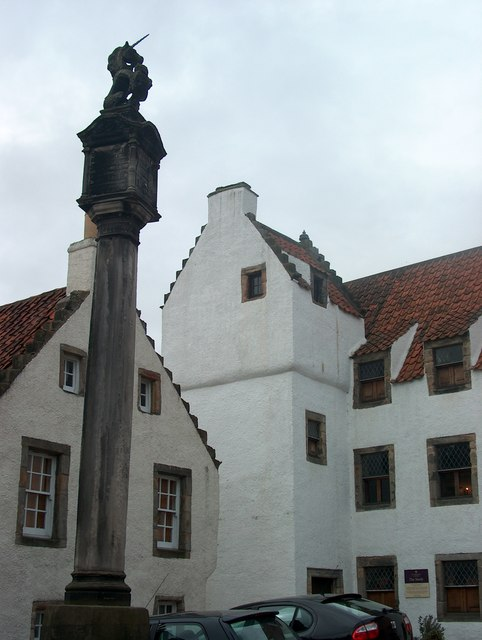
The Study

The Study ist ein Wohngebäude in der schottischen Ortschaft Culross in der Council Area Fife. 1972 wurde das Bauwerk als Einzeldenkmal in die schottischen Denkmallisten in der höchsten Denkmalkategorie A aufgenommen.

## Geschichte
Zweifach ist am Haus das Baujahr 1633 ausgewiesen. In der zweiten Hälfte des 17. Jahrhunderts studierte vorgeblich Robert Leighton, der zwischen 1661 und 1669 Bischof von Dunblane war, des Öfteren in einem der oberen Räume, woher sich die heutige Gebäudebezeichnung ableitet. Bischof Leighton lebte zeitweise im nahegelegenen Bishop Leighton’s House. Auf Grund des Fernblicks wurde der Raum möglicherweise auch als Wachtzimmer genutzt. Im Besitz des National Trust for Scotland wurde The Study in den 1950er Jahren restauriert. Malerarbeiten wurden 1967 ausgeführt.

## Beschreibung
The Study steht an einem Platz im historischen Zentrum nahe dem Marktkreuz von Culross. Der dreistöckige Bruchsteinbau weist einen L-förmigen Grundriss auf. Seine Fassaden sind mit Harl verputzt, wobei die Natursteineinfassungen abgesetzt sind. Aus der asymmetrisch aufgebauten südexponierten Hauptfassade tritt links ein Turm heraus. Sein oberstes Geschoss kragt schwach aus. Das abschließende Satteldach ist mit schlichten Staffelgiebeln gestaltet. Aus den steilen mit Tonschindeln eingedeckten Dächern treten Schleppdachlukarnen heraus.